# Lag Prau Tuleritg
Der Lag Prau Tuleritg ist ein jährlich wiederkehrender temporärer See eines komplexen hydrologischen Systems im Bergsturz-Schutt bei Flims im Schweizer Kanton Graubünden. Er liegt mit jahreszeitlich schwankendem Pegel auf 1015 m Höhe und besitzt keinen Ausfluss.

## Phänomenologie
Der See fällt Ende Sommer vollständig trocken. Jeden Frühsommer mit einsetzender Schneeschmelze im Gebirge fliesst im unterirdischen System mehr Wasser, und der dadurch überlaufende Lag Prau Pulté versorgt über einen Bach den See bei Tuleritg mit Wasser.
Der Prau-Tuleritg-See liegt in einer Geländekammer westlich des Caumasees. Naheliegenderweise speist der See auf unterirdischem Weg den etwa 18 Meter tiefer liegenden zuflusslosen Caumasee. Der Caumasee verändert seinen Pegel um bis zu 6 Meter.
In der Region Flims existieren mehrere Grundwassersysteme. Eines hiervon hat Wasseraustritte im Lag Tiert, im Lag Prau Pulté sowie im Umfahrungstunnel von Flims, seit bei dessen Bau eine Karströhre angeschnitten wurde. Durch dieses Anschneiden ging möglicherweise der Wasserdruck im Karst zurück, und Lag Tiert und Lag Prau Pulté erhalten weniger Wasser als früher. Da der Lag Prau Pulté den Grundwasserkörper des Caumasees speist, fehlt auch diesem nun Wasser. Mit der ab 2011 in Betrieb genommenen Speisungsanlage in den Bach vom Pulté zum Lag Prau Tuleritg ergänzt die Gemeinde Flims den Wasserfluss.

## Name
Der Name bezeichnet den See als denjenigen bei der Wiese (Prau) mit Namen Tuleritg in nördlicher Nachbarschaft über dem See. 

## Lage/Umgebung
Der See liegt in einem Kessel südwestlich des Ortsteils Films Waldhaus und ist gänzlich von Wald umgeben.
Geologisch liegt er in der Schuttmasse des Flimser Bergsturzes. In anderen Senken dieses grösstenteils bewaldeten, coupierten Geländes liegen auch die andern drei Flimser Seen: Lag Prau Pulté, Caumasee und Crestasee.

## Nutzung
Im See kann nicht gebadet werden, oder es ist wenig einladend. Die Wassertiefe ist kaum erwähnenswert. 